# Helena Charlotte van Württemberg

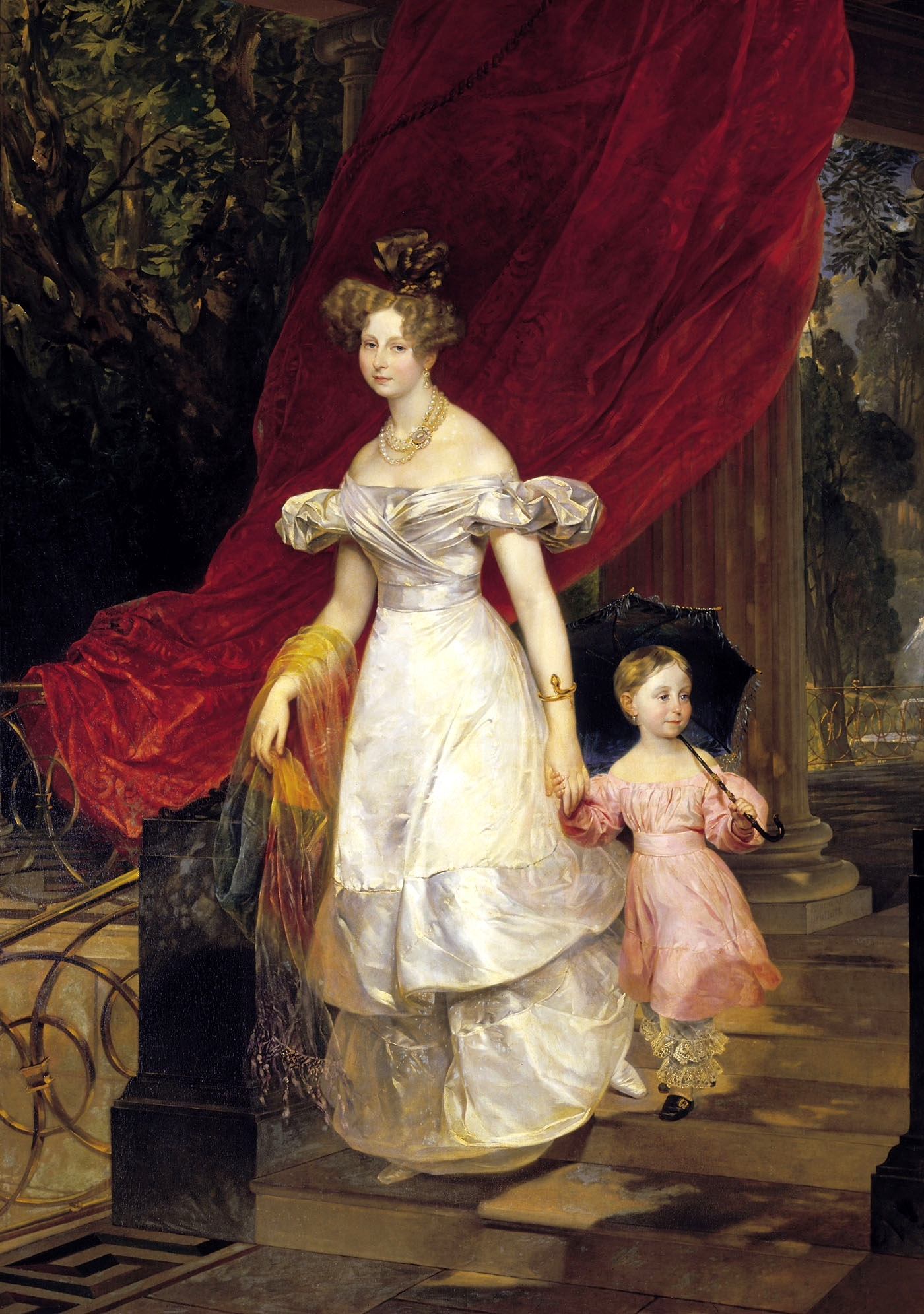
Grootvorstin Elena met haar dochter Maria geschilderd door Karl Brjoellov.

Hare Keizerlijke Hoogheid Grootvorstin Elena Paulowna van Rusland (Russisch: Елена Павловна) (Stuttgart, 9 januari 1807 — Sint-Petersburg, 2 februari 1873) was de echtgenote van grootvorst Michaël Pavlovitsj van Rusland, de jongste zoon van tsaar Paul I van Rusland en Sophia Dorothea Augusta Louisa van Württemberg (in Rusland bekend als Maria Fjodorovna).

## Leven
Elena werd geboren als prinses Frederika Charlotte Maria van Württemberg, oudste dochter van prins Paul van Württemberg en diens echtgenote Catharine Charlotte van Saksen-Hildburghausen. Haar grootouders aan vaderskant waren koning Frederik I van Württemberg en koningin Augusta Caroline van Brunswijk. Op jonge leeftijd woonde Charlotte in Parijs, samen met haar vader en jongere zuster Pauline. Hun huis was heel bescheiden vergeleken naar koninklijke standaarden, en het was in Parijs waar Charlotte studeerde onder vele intellectuele mensen.
In 1822 werd Charlotte uitgehuwelijkt aan grootvorst Michaël Pavlovitsj van Rusland. Er werd gezegd dat Charlotte een buitengewoon meisje was, ontzettend slim en erg volwassen voor haar leeftijd, ze was toentertijd 15 jaar. Michaël was duidelijk verrast door haar schoonheid en haar zelfverzekerdheid, en tijdens een receptie gehouden speciaal voor haar, charmeerde ze alle gasten door haar conversaties. In 1823 bekeerde ze zich tot de Russisch-Orthodoxe Kerk, en kreeg ze de naam Elena Paulowna. Op 20 februari 1824, trouwde het koppel in Sint-Petersburg en gingen ze wonen in het Mikhailovski Paleis. Toen de keizerin-moeder, Maria Fjodorovna, stierf op 5 november 1828, verkregen Michaël en Elena het Pavlovskpaleis en gingen ze er vaak op bezoek. Het huwelijk tussen Michaël en Elena was niet erg gelukkig: Michaël had maar één passie in zijn leven, het leger, en daardoor negeerde hij Elena. Desondanks hadden ze vijf kinderen.
Elena was een goede vriend van haar schoonbroer, tsaar Alexander I van Rusland en zijn echtgenote keizerin Elisabeth Alexejevna, en ze werd ook snel bevriend met de verlegen Marie van Hessen-Darmstadt (ook wel Marie Alexandrovna), de vrouw van de latere tsaar Alexander II. 
Toen haar man stierf op 9 september 1849, werd zij een weldoener van enkele liefdadigheidsorganisaties en van de kunsten. Ze stichtte de Conservatorium van Sint-Petersburg. Later stichtte ze ook een groep (zusters) die waarschijnlijk de voorlopers waren van het Rode Kruis in Rusland.
Elena stierf op 2 februari 1873 op 66-jarige leeftijd.

## Kinderen
Uit het huwelijk van Elena en Michaël werden vijf kinderen geboren:
- Maria Michajlovna (9 maart 1825 - 19 november 1846).
- Elisabeth Michajlovna (26 mei 1826 - 28 januari 1845), zij trad in het huwelijk met hertog Adolf van Nassau.
- Ekaterina Michajlovna (28 augustus 1827 - 12 mei 1894), trad in het huwelijk met George, hertog van Mecklenburg-Strelitz.
- Alexander Mikhailovitsj (28 januari 1831 - 27 maart 1832).
- Anna Michajlovna (27 oktober 1834 - 22 maart 1836).